# Parasporobacterium
Parasporobacterium è un genere di batterio appartenente alla famiglia delle Clostridiaceae.